# Blagnac
Blagnac (em occitano:  Blanhac) é uma comuna francesa na região administrativa da Occitânia, no departamento do Alto Garona. Estende-se por uma área de 16.88 km², com 25.152 habitantes, segundo os censos de 2018, com uma densidade de 1.500 hab/km².